# Mondariz (kommunhuvudort)
Mondariz är en kommunhuvudort i Spanien.   Den ligger i provinsen Provincia de Pontevedra och regionen Galicien, i den nordvästra delen av landet, 400 km nordväst om huvudstaden Madrid. Mondariz ligger 101 meter över havet och antalet invånare är 5 259.
Terrängen runt Mondariz är huvudsakligen kuperad. Mondariz ligger nere i en dal. Runt Mondariz är det ganska tätbefolkat, med 100 invånare per kvadratkilometer. Närmaste större samhälle är Ponteareas, 7,3 km sydväst om Mondariz. I omgivningarna runt Mondariz växer i huvudsak blandskog.